# Michael Rice

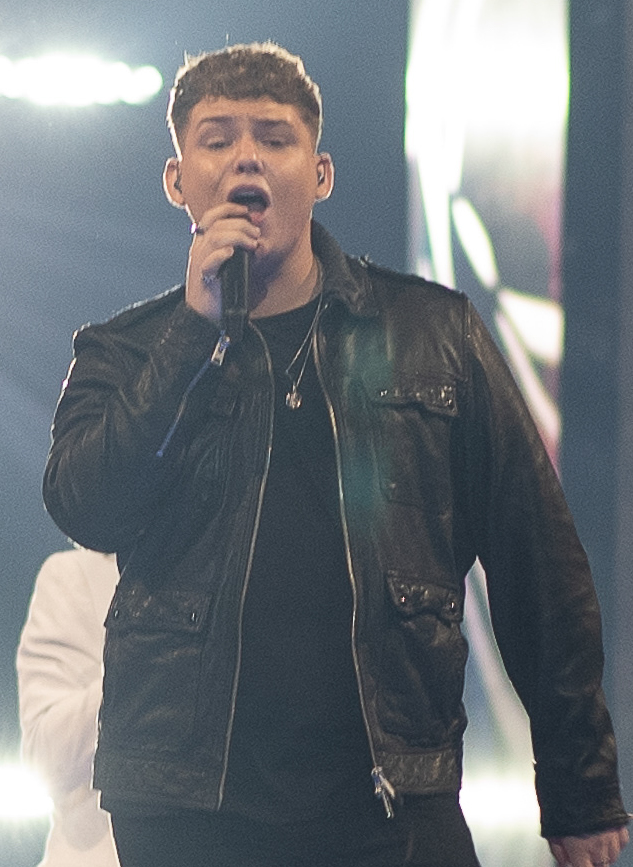
Michael Rice (2019)

Michael Rice (* 25. Oktober 1997 in Hartlepool) ist ein britischer Sänger.

## Leben und Wirken
Rice nahm 2014 an der elften Staffel von The X Factor teil. Am 3. März 2018 ging er als Gewinner aus der Musikshow All Together Now hervor.
Am 8. Februar 2019 gewann er den britischen Vorentscheid Eurovision 2019: You Decide und vertrat sein Land daher beim Eurovision Song Contest in Tel Aviv mit dem Lied Bigger Than Us. Er belegte im Finale den 26. und letzten Platz.

## Diskografie
Singles
- 2017: Lady
- 2019: Bigger Than Us
- 2019: Somebody
- 2020: Think of Me
- 2020: Breaking Free